# Mimuna
Mimuna (hebreu: מימונה‎; àrab: ميمونة, Mīmūna) és una festa jueva d'origen marroquí que comença la nit de l'últim dia de Péssah. La Mimuna marca la fi de la prohibició de menjar hamets, com el pa o altres productes que contenen pasta fermentada, prohibits durant tota la setmana de Péssah. Durant la Mimuna el costum és menjar dolços i pastes, i fer festa fins a la matinada, anant de casa en casa visitant la família i els amics. L'origen de la festa és discutit, però possiblement té a veure amb el nom jueu Maimon (Maimó), en referència a Moisès ben Maimon, Maimònides, el gran filòsof jueu que va morir durant el temps de la Mimuna.
A Israel la Mimuna s'ha popularitzat, no tan sols entre els jueus marroquins, sinó també entre els jueus mizrahim. Molts polítics surten als parcs el dia de la festa per a festejar-la amb el públic i fer gresca tots plegats.